# Alien Soldier
 (novembre 2018).
Si vous disposez d'ouvrages ou d'articles de référence ou si vous connaissez des sites web de qualité traitant du thème abordé ici, merci de compléter l'article en donnant les références utiles à sa vérifiabilité et en les liant à la section « Notes et références ».
Alien Soldier est un jeu vidéo de type run and gun développé par Treasure Co. Ltd et édité par Sega sur Mega Drive en 1995.

## Système de jeu
Le joueur dirige un personnage étrange du nom d'Epsilon Eagle, sorte de mutant cybernétique à tête de faucon qui peut sauter, tirer, faire un Dash (déplacement très rapide, proche de la téléportation, sur une courte distance), et marcher au plafond. Ce personnage dispose de plus de différents modes de tir, chacun ayant une puissance et un effet différent, et consommant plus ou moins d'énergie : ainsi, certaines des armes les plus puissantes, telles la "Lancer Force" ne peuvent être utilisées qu'un nombre de fois très limitées, tandis que d'autres plus modestes, comme la "Homing Force" ont une durée de vie bien supérieure. De la même manière, lorsque la barre de vie du joueur se trouve au maximum, il est en mesure d'occasionner des dégâts massifs à l'ennemi en réalisant un "Dash" meurtrier dans sa direction ; cette attaque surpuissante ne peut toutefois être réalisée qu'une seule fois, car Epsilon subit lui-même des dégâts dans le processus.
Le jeu en lui-même est un « Boss-game » : les niveaux sont courts et relativement faciles (c'est en fait le moment où le joueur se « recharge » en bonus de toutes sortes), toute la difficulté vient des boss, très dangereux et longs à vaincre, et présents à chaque niveau.

## Équipe de développement
- Programmeur principal : Hideyuki Suganami alias Viva! Choco Monkey DX
- Programmeurs : Keiji Fujita, Masato Maegawa, Fukuryu
- Programmeur son : M. Yaida
- Conception des personnages : Kaname Shindoh
- Artiste décors : Hiroshi Iuchi (H. Iuchi 8)
- Conception des décors : Tsunehisa Kanegae
- Guest Designer : T. Shiga
- Musique : Norio Hanzawa
- Effets sonores : Satoshi Murata
- Producteur : Hideyuki Suganami
- Superviseur : Masato Maegawa

## Accueil
Le jeu est long et extrêmement difficile, en voir la moitié demande beaucoup d'entrainement et de dextérité. Il a été développé et commercialisé à l'attention des joueurs inconditionnels de la Mega Drive, comme l'atteste le sous-titre en engrish « For Megadrivers Custom » sur l'écran-titre. Le point fort d'Alien Soldier réside avant tout dans ses graphismes soignés, ses musiques, et son rythme soutenu, qui compensent un scénario plutôt incohérent, tout juste ébauché dans l'introduction.

## Héritage
Alien Soldier est réédité au Japon en février 2006, émulé dans la compilation Gunstar Heroes ~ Treasure Box ~, 25e volume de la série des Sega Ages 2500 sur PlayStation 2. Il sort ensuite sur la Console virtuelle de la Wii en 2007, puis sur PC Windows via Steam le 26 janvier 2011. 
Plus de vingt ans après sa sortie, Sega annonce que le jeu connaît soudain un regain d'intérêt à la suite de la publication du manga Coma héroïque dans un autre monde de Hotondoshindeiru. Le personnage principal du manga, un trentenaire resté fan inconditionnel de Sega, y fait plusieurs fois référence à Alien Soldier, et présente Kaede Nanase — la jeune fille kidnappée revenant sous la forme du boss du niveau 20 — comme un de ses premiers amours. Cet engouement pousse Sega à intégrer le titre sur une version spéciale de la Mega Drive Mini, incluant une illustration commémorative du mangaka. Sa sortie est initialement annoncée pour le 24 février 2020, date du 25e anniversaire du jeu, même si les réservations sont finalement ouvertes le 21 février 2020.